# TED (hội thảo)
TED (viết tắt của Technology, Entertainment, Design - Công nghệ, Giải trí, Thiết kế) là một tổ chức truyền thông đại chúng chuyên đăng tải những nội dung hội thảo giữa người với người, cho phép xem trực tuyến miễn phí, với khẩu hiệu "ideas worth spreading" ("Những ý tưởng đáng lan truyền"). TED được thành lập vào tháng 2 năm 1984 dưới dạng một buổi hội thảo, và bắt đầu được tổ chức hàng năm từ năm 1990. Ban đầu, nội dung của TED nhấn mạnh vào công nghệ và thiết kế, phù hợp với nguồn gốc tới từ Thung lũng Silicon, nhưng nó đã mở rộng trọng tâm của nó bao gồm các cuộc thảo luận về nhiều chủ đề khoa học, văn hoá và học thuật,...
Hội thảo chính của TED được tổ chức thường niên tại Vancouver, British Columbia, Canada ở Trung tâm Hội nghị Vancouver. Trước năm 2014, hội nghị này được tổ chức tại Long Beach. Các sự kiện của TED cũng được tổ chức ở khắp Bắc Mỹ, châu Âu và châu Á, cung cấp streaming trực tiếp các buổi hội thảo. Họ đề cập đến một loạt các chủ đề trong nghiên cứu và thực hành khoa học và văn hoá, thường thông qua việc kể chuyện. Các diễn giả được cho tối đa là 18 phút để trình bày ý tưởng của mình theo những cách sáng tạo và hấp dẫn nhất mà họ có thể thể hiện. Các diễn giả từng nói chuyện bao gồm Bill Clinton, Jane Goodall, Al Gore, Gordon Brown, David Cameron, Billy Graham, Richard Dawkins, Bill Gates, Bono, hai nhà sáng lập của Google là Larry Page và Sergey Brin, và nhiều nhân vật đoạt giải thưởng Nobel. Quản lý hiện tại của TED là cựu ký giả về lĩnh vực máy tính và nhà xuất bản tạp chí Chris Anderson.
Từ tháng 6 năm 2006, TED Talks đã được cung cấp xem trực tuyến miễn phí, theo điều kiện Ghi công - Phi thương mại - Phi phái sinh của giấy phép Creative Commons, thông qua trang TED.com. Tính đến tháng 3 năm 2016, hơn 2.400 hội thảo TED Talk đã có sẵn cho phép truy cập tự do trên trang web. Vào tháng 6 năm 2011, con số lượt xem đã gộp vào đã vượt mốc 500 triệu lượt, và vào tháng 11 năm 2012, các bài nói chuyện TED Talk đã được theo dõi trên một tỷ lượt trên toàn thế giới. Tuy vậy, không phải toàn bộ các bài nói chuyện TED Talk đều phổ biến như nhau. Những bài nói chuyện được chia sẻ bởi các học giả có xu hướng được xem trực tuyến nhiều hơn, trong khi các video nghệ thuật và thiết kế có xu hướng được theo dõi ít hơn mức trung bình.

## Lịch sử

### 1984-99: Thành lập và những năm đầu

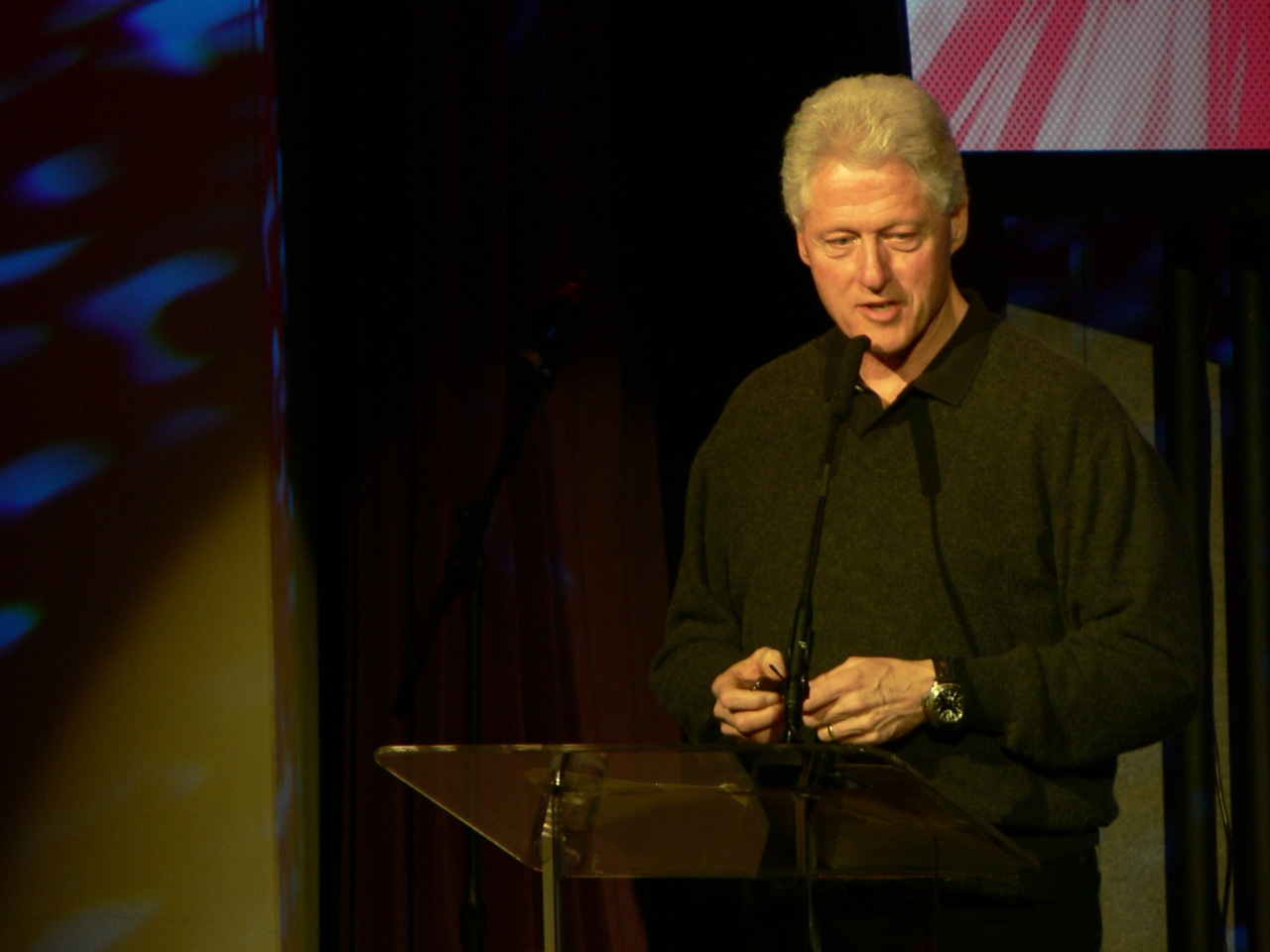
Bill Clinton nói chuyện tại TED, 2007

TED được thành lập năm 1984 bởi kiến trúc sư và nhà thiết kế đồ họa Richard Saul Wurman, người đã thấy được sự hội tụ của các lĩnh vực công nghệ, giải trí và thiết kế (các khái niệm cấu thành nên "TED"). Hội thảo đầu tiên được tổ chức bởi Harry Marks và Wurman vào cùng năm, đã giới thiệu các bản demo của đĩa compact, được Philips và Sony đồng phát triển, và một trong những màn trình diễn đầu tiên của máy tính Apple Macintosh.  Các bài thuyết trình được giới thiệu bởi nhà toán học nổi tiếng Benoit Mandelbrot và các thành viên có ảnh hưởng của cộng đồng digerati, như Nicholas Negroponte và Stewart Brand. Sự kiện này không thành công về mặt tài chính; phải mất 6 năm trước khi hội thảo lần thứ hai được tổ chức.
Từ năm 1990 trở đi, một cộng đồng đang phát triển của các "TEDster" tập trung thường niên tại sự kiện này tại Đại học bang California ở Vịnh Monterey, cho tới năm 2009, khi nó được chuyển đến Long Beach, California do sự gia tăng đáng kể số lượng người tham dự. Ban đầu, các diễn giả được lựa chọn từ các lĩnh vực chuyên môn đằng sau từ viết tắt TED, nhưng trong thập niên 90, danh sách các diễn giả đã được mở rộng bao gồm các nhà khoa học, triết gia, nhạc sĩ, các nhà lãnh đạo tôn giáo, các nhà từ thiện và nhiều nhân vật khác.

### 2000-16: Sự tăng trưởng gần đây

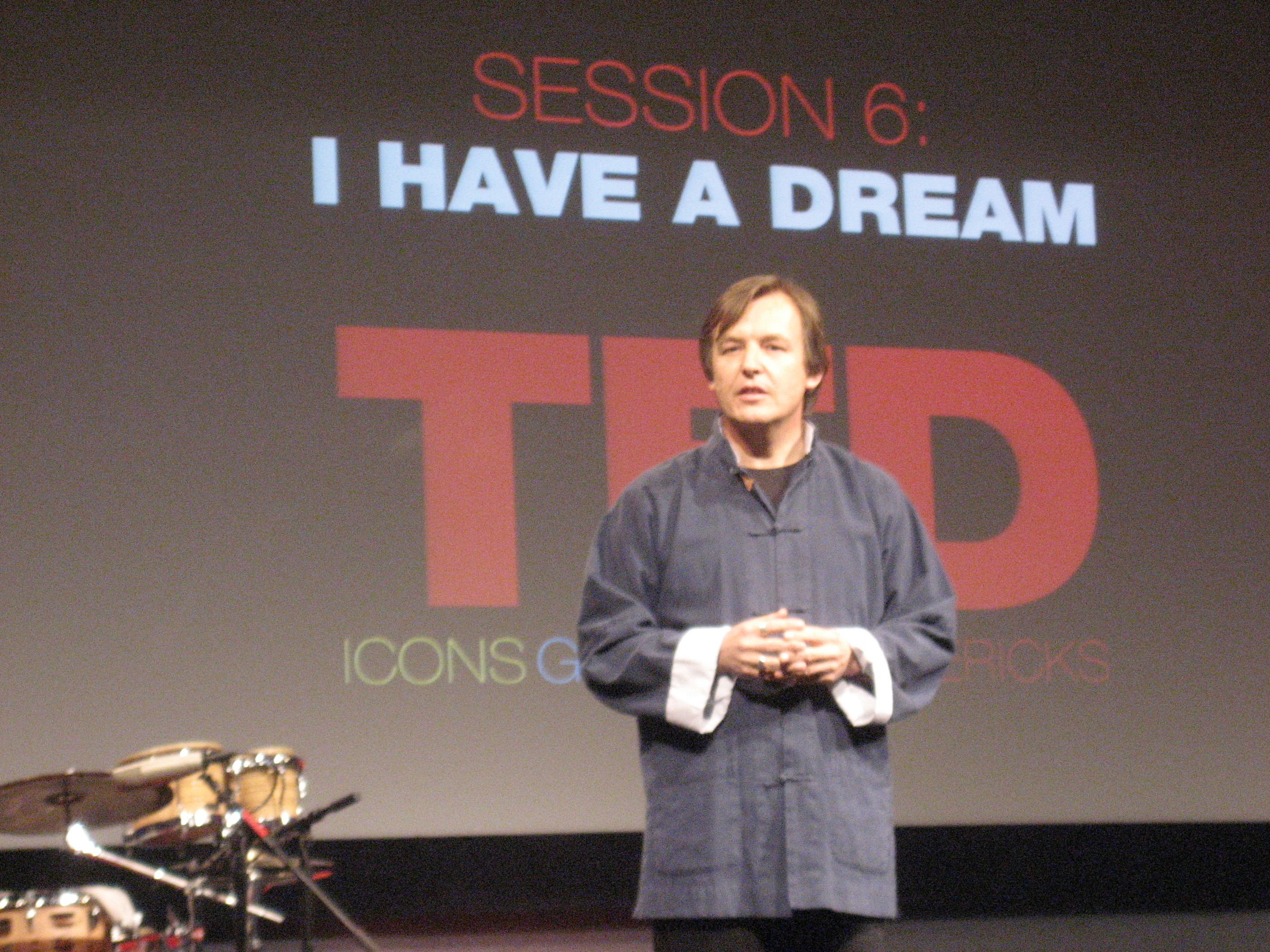
Quản lý Chris Anderson năm 2007

Năm 2000, Wurman, trong việc  tìm kiếm người kế nhiệm ở tuổi 65, đã gặp gỡ doanh nhân truyền thông mới và một người đam mê TED, Chris Anderson, để thảo luận về những diễn biến trong tương lai. Công ty về truyền thông tại Anh của Anderson là Future đã mua lại TED. Tháng 11 năm 2001, tổ chức phi lợi nhuận của Anderson là Sapling Foundation (motto: "fostering the spread of great ideas." - "bồi dưỡng sự lan truyền những ý tưởng tuyệt vời") đã mua lại TED từ Future với giá 6 triệu bảng. Tháng 2 năm 2002, Anderson đã có một bài nói chuyện TED Talk, trong đó ông giải thích tầm nhìn của ông về hội thảo và vai trò của ông trong tương lai ở vị trí người quản lý. Wurman rời khỏi TED sau hội thảo năm 2002.
Trong năm 2006, chi phí tham dự là $4.400 cho mỗi người và chỉ được tham dự bằng cách được mời. Mô hình thành viên đã được thay đổi vào tháng 1 năm 2007 với mức phí hội viên thường niên là $6.000, bao gồm việc tham dự hội thảo, thư từ của câu lạc bộ, các công cụ mạng và DVD hội thảo. Hội thảo năm 2017 sẽ có mức phí tham dự là $8.500 mỗi người.
Năm 2014, địa điểm tổ chức hội thảo đã được chuyển đến Vancouver.
TED hiện đang được tài trợ bởi sự kết hợp của các nguồn thu nhập khác nhau, bao gồm lệ phí tham dự hội thảo, tài trợ của các công ty, hỗ trợ từ quỹ, lệ phí giấy phép và việc bán sách. Nguồn tiền tài trợ của công ty rất đa dạng, do các công ty như Google, GE, AOL, Goldman Sachs, và The Coca-Cola Company cung cấp. Các nhà tài trợ không tham gia vào định hướng sáng tạo của sự kiện, cũng như không được phép trình bày trên sân khấu chính, vì lợi ích độc lập của hội thảo.
Nhân viên của TED bao gồm khoảng 140 người có trụ sở tại thành phố New York và Vancouver.

## Giải thưởng TED Prize
Giải thưởng TED Prize đã được giới thiệu vào năm 2005. Cho tới năm 2010, nó đã trao thưởng thường niên cho ba cá nhân mỗi người $100,000 và một "điều ước thay đổi thế giới". Mỗi người chiến thắng công bố điều ước của mình vào hội thảo chính thường niên. Từ năm 2010, với một quá trình lựa chọn đã được thay đổi, một người chiến thắng duy nhất được chọn để đảm bảo rằng TED có thể tối đa hóa những nỗ lực của mình để đạt được mong muốn của người chiến thắng. Năm 2012, giải thưởng không được trao cho một cá nhân, mà trao cho một khái niệm gắn liền với hiện tượng toàn cầu hiện nay về sự gia tăng đô thị hóa. Năm 2013, số tiền thưởng đã được tăng lên đến 1 triệu USD. Những người đoạt giải thưởng TED Prize trong những năm trước:
| 2005             | 2006             | 2007             | 2008            | 2009               | 2010         | 2011 | 2012     | 2013         | 2014           | 2015       | 2016         | 2017        |
| ---------------- | ---------------- | ---------------- | --------------- | ------------------ | ------------ | ---- | -------- | ------------ | -------------- | ---------- | ------------ | ----------- |
| Bono             | Larry Brilliant  | Bill Clinton     | Neil Turok      | Sylvia Earle       | Jamie Oliver | JR   | City 2.0 | Sugata Mitra | Charmian Gooch | David Isay | Sarah Parcak | Raj Panjabi |
| Edward Burtynsky | Jehane Noujaim   | Edward O. Wilson | Dave Eggers     | Jill Tarter        | Jamie Oliver | JR   | City 2.0 | Sugata Mitra | Charmian Gooch | David Isay | Sarah Parcak | Raj Panjabi |
| Robert Fischell  | Cameron Sinclair | James Nachtwey   | Karen Armstrong | José Antonio Abreu | Jamie Oliver | JR   | City 2.0 | Sugata Mitra | Charmian Gooch | David Isay | Sarah Parcak | Raj Panjabi |

Hội thảo TED Conference đã đặt hàng nghệ sĩ người New York Tom Shannon tạo ra một tác phẩm điêu khắc giải thưởng được trao cho tất cả những người trúng giải thường TED Prize.
Tác phẩm điêu khắc bao gồm một quả cầu nhôm đường kính tám inch (20 cm) bay lơ lửng do từ tính trên một đĩa làm từ gỗ cây óc chó.

## TED.com

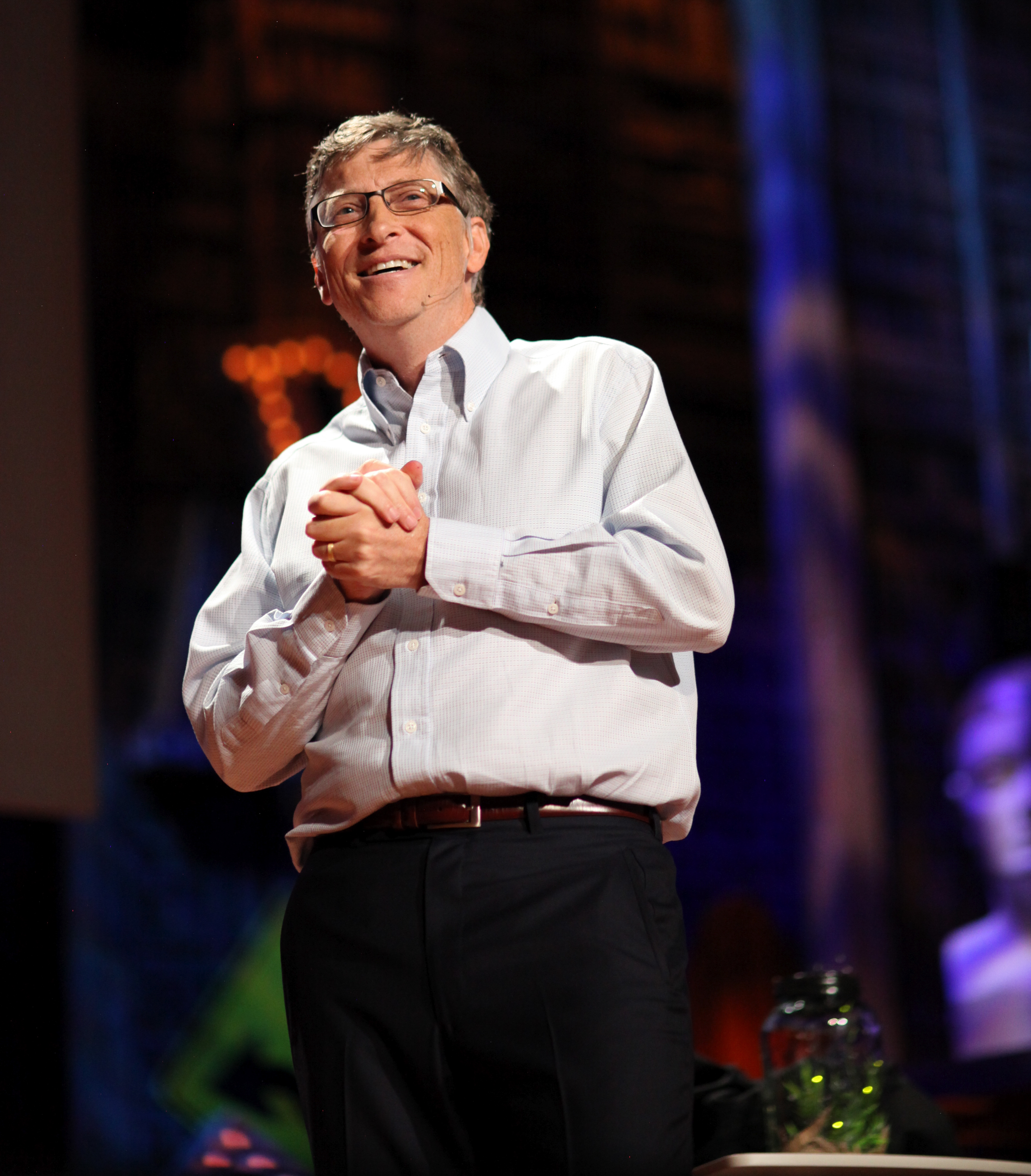
Hình ảnh Bill gate diễn thuyết trên TED Talks năm 2015

Năm 2005, Chris Anderson đã thuê June Cohen làm Giám đốc của TED Media. Vào tháng 6 năm 2006, sau khi ý tưởng của Cohen về một chương trình truyền hình dựa trên các bài giảng của TED đã bị từ chối bởi một số mạng lưới truyền hình cáp, một số bài nói chuyện có đánh giá cao nhất đã được đăng tải trên các trang web của TED, YouTube, và iTunes, dưới điều kiện Ghi công - Phi thương mại - Phi phái sinh 3.0 của Creative Commons. Ban đầu, chỉ một số ít bài nói chuyện được đăng tải để thăm do số lượng người xem. Vào tháng 1 năm sau đó, số lượng bài nói chuyện TED Talk trên trang web đã tăng lên 44 bài và chúng đã được xem hơn ba triệu lần. Trên cơ sở thành công đó, tổ chức này đã rót vốn hàng trăm ngàn đô la vào hoạt động sản xuất video của mình và phát triển một trang web để giới thiệu khoảng 100 bài nói chuyện.
Vào tháng 4 năm 2007, trang web TED.com phiên bản mới chính thức được giới thiệu, được phát triển bởi công ty thiết kế Method. Trong những năm tiếp theo, trang web đã giành được nhiều giải thưởng, trong đó có bảy giải thưởng Webby Award, "Podcast xuất sắc nhất của năm" của iTunes (2006-2010), giải thưởng Communication Arts Interactive Award cho "Thiết kế thông tin" (Information Design) năm 2007, giải thưởng OMMA Award cho "chia sẻ video" năm 2008, giải thưởng Web Visionary Award cho "thành tựu kỹ thuật" (technically achievement) năm 2008, giải Đồng The One Show Interactive Award năm 2008, giải thưởng thường niên AIGA Annual Design Competition (2009), và một giải thưởng Peabody Award năm 2012.
Tính đến tháng 6 năm 2015, đã có hơn 2000 bài nói chuyện TED Talk được đăng tải. Mỗi tuần, 5-7 bài nói chuyện mới sẽ được xuất bản. Tháng 1 năm 2009, số lượng video đó đã được xem 50 triệu lần. Vào tháng 6 năm 2011, tổng số lượt xem đạt mốc 500 triệu lượt, và vào ngày 13 tháng 11 năm 2012, TED đã đạt đến con số hàng tỷ lượt xem. Chris Anderson trong một cuộc phỏng vấn vào tháng 3 năm 2012 phát biểu:
Đã từng có 800 người xem cùng nhau mỗi năm; bây giờ khoảng một triệu người xem các bài nói chuyện TED Talk trực tuyến mỗi ngày. Khi chúng tôi lần đầu tiên đưa ra một vài bài nói chuyện như là một trải nghiệm, chúng tôi đã nhận được những phản hồi đầy cảm xúc, đến nỗi chúng tôi quyết định lật lại tất cả và nghĩ về bản thân không chỉ giống như một hội thảo, mà là "những ý tưởng đáng để quảng bá," xây dựng một trang web lớn xung quanh nó. Hội thảo vẫn là động cơ, nhưng trang web là bộ khuếch đại mang những ý tưởng tới với thế giới.
Vào tháng 3 năm 2012, Netflix đã công bố một thỏa thuận phát sóng một loạt 16 chương trình kéo dài hai giờ đầu tiên, bao gồm các bài nói chuyện TED Talk về các chủ đề tương tự nhau, từ nhiều diễn giả khác nhau. Nội dung này được cung cấp cho các thuê bao ở Mỹ, Canada, Mỹ Latinh, Anh và Ireland. Được dẫn chương trình bởi Jami Floyd, TED Talks NYC ra mắt trên NYC Life vào ngày 21 tháng 3 năm 2012.

## Các dự án và sự kiện liên quan

### TEDGlobal
Năm 2005, dưới sự giám sát của Anderson, một hội thảo kết nghĩa được định hướng quốc tế nhiều hơn được thêm vào, dưới tên gọi TEDGlobal. Nó được tổ chức, theo thứ tự thời gian: ở Oxford, Anh (2005), ở Arusha, Tanzania (2007, với tên gọi TEDAfrica), ở Oxford một lần nữa (2009 và 2010), và ở Edinburgh, Anh (2011, 2012, và 2013). Năm 2014, hội thảo được tổ chức ở Rio de Janeiro, Brazil. Ngoài ra, đã từng có một TED India, ở Mysore (2009).
Giám đốc khu vực Châu Âu của TED (và quản lý của TEDGlobal) là nhà văn người Thuỵ Sĩ Bruno Giussani.

### Dự án Dịch thuật Mở (OTP)
Dự án Dịch thuật Mở của TED (TED Open Translation Project - OTP) được bắt đầu vào tháng 5 năm 2009, nhằm mục đích "[tiếp cận] với 4,5 tỷ người trên hành tinh không nói được tiếng Anh", theo lời quản lý của TED, Chris Anderson. OTP sử dụng các nền tảng phụ đề dựa trên quần chúng để phiên dịch phần văn bản của các video TED và TED-Ed, cũng như chú thích và phiên dịch các đoạn video được tạo ra trong chương trình TEDx (với đối tác công nghệ dotSUB cho tới tháng 5 năm 2012, và sau đó với công cụ dịch thuật mã nguồn mở Amara). Vào thời điểm đi vào hoạt động, 300 phần phiên dịch đã được thực hiện bởi 200 tình nguyện viên chuyển dịch bằng 40 ngôn ngữ. Vào tháng 5 năm 2015, hơn 70.000 phần phụ đề của 107 ngôn ngữ đã được hoàn thành bởi 38.173 dịch giả tình nguyện viên (tổng cộng toàn thời gian).
Dự án đã góp phần gia tăng đáng kể lượng viếng thăm quốc tế vào trang web của TED, với lưu lượng truy cập từ bên ngoài nước Mỹ tăng 350%, 600% ở châu Á, và con số này là hơn 1000% ở Nam Mỹ.
Các thành viên có một số công cụ dành cho việc quản lý về kiến thức, chẳng hạn như OTP Wiki OTPedia, các hội nhóm Facebook, hoặc các video hướng dẫn.

### TEDx
TEDx là các sự kiện độc lập có tính chất tương tự TED, có thể được tổ chức bởi bất cứ ai có được giấy phép tự do từ TED, đồng ý tuân theo các nguyên tắc nhất định. Các sự kiện TEDx là phi lợi nhuận, nhưng có thể có một khoản phí tham gia hoặc tài trợ thương mại để trang trải các chi phí. Tương tự như vậy, các diễn giả không được trả tiền. Họ cũng phải từ bỏ bản quyền đối với các tài liệu của họ, mà TED có thể chỉnh sửa và phân phối theo giấy phép Creative Commons.
Một sự kiện TEDx được tổ chức bởi các tình nguyện viên từ cộng đồng địa phương và cũng giống như các sự kiện TED, nó không có bất kỳ chương trình thương mại, tôn giáo hay chính trị nào. Mục tiêu của nó là thúc đẩy đối thoại, kết nối, và cộng đồng.
Cho tới tháng 1 năm 2014, thư viện TEDxTalks có khoảng 30.000 bộ phim và bài thuyết trình tới từ hơn 130 quốc gia. Vào tháng 3 năm 2013, có 8 sự kiện TEDx được tổ chức hằng ngày; tăng lên từ 5 sự kiện trong tháng 6 năm 2012, năm trước đó, ở 133 quốc gia. Các bài thuyết trình TEDx cũng bao gồm các chương trình biểu diễn trực tiếp, được liệt kê trong TEDx Music Project. Trong năm 2011, TED đã bắt đầu một chương trình mang tên "TEDx in a Box", cho phép mọi người ở các nước đang phát triển tổ chức các sự kiện TEDx. TEDx cũng mở rộng để bao gồm các sự kiện TEDxYouth, các sự kiện TEDx cho đoàn thể doanh nghiệp, và TEDxWomen. Các sự kiện TEDxYouth là các chương trình độc lập được thiết lập cho học sinh đang học tầm lớp 7–12. Các sự kiện này thường có những người gần gũi hơn với độ tuổi của học sinh, và đôi khi trình chiếu một số bài nói chuyện TED Talk. Theo TEDxSanta Cruz, "cho tới 2015, hơn 1.500 [sự kiện TEDx] đã được lên lịch trên khắp thế giới". Các sự kiện TEDx đã có những bước phát triển trong một khoảng thời gian nhất định và các sự kiện như TEDxBeaconStreet đã tạo ra các chuyến phiêu lưu TEDx Adventure dành cho những người tham gia đăng ký miễn phí, có được những trải nghiệm thực tiễn tại các cộng đồng địa phương do một chuyên gia dẫn đắt.
Từ năm 2015, TEDxHyderabad đang được tổ chức tại Ấn Độ vào mỗi năm, với ấn bản thứ ba của nó được tổ chức vào tháng 9 năm 2017. Tính đến năm 2017, các bài TED Talk được phát sóng dưới dạng chương trình truyền hình tại Jamaica trên kênh truyền hình CVM.

### TED Fellows

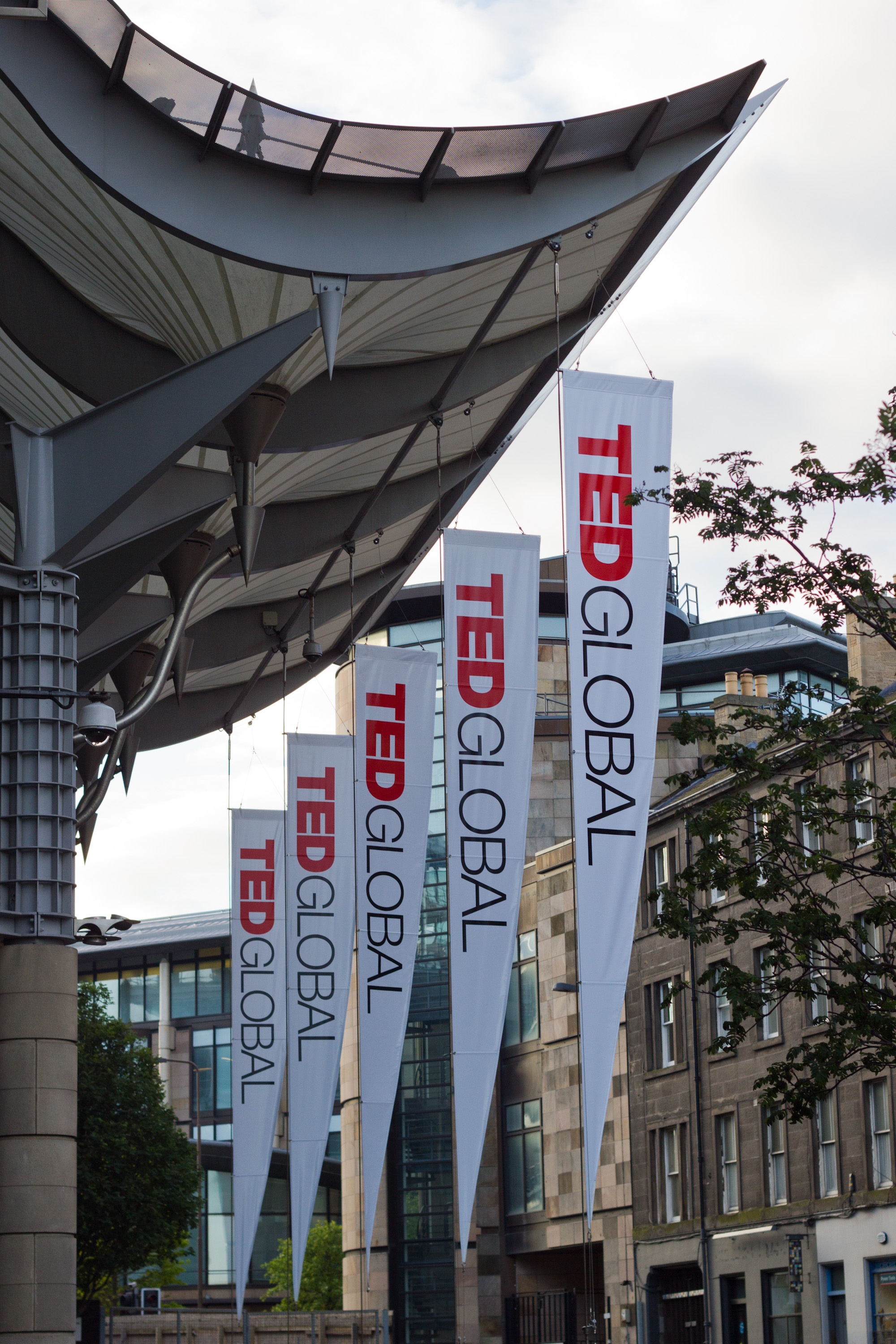
TEDGlobal 2012 tại Trung tâm Hội nghị Quốc tế Edinburgh

TED Fellows đã được giới thiệu vào năm 2007, trong khuôn khổ hội thảo TEDAfrica đầu tiên ở Arusha, Tanzania, nơi 100 người trẻ tuổi được tuyển chọn từ khắp lục địa. Hai năm sau, trong khuôn khổ TEDIndia, 99 Fellows đã được tuyển dụng, chủ yếu từ vùng Nam Á. Năm 2009, chương trình Fellows đã được khởi xướng dưới hình thức hiện tại. Với mỗi hội thảo TED hoặc TEDGlobal, 20 Fellows được lựa chọn trong khoảng hơn 1200 ứng viên; tổng cộng có 40 tân Fellows được tuyển chọn mỗi năm. Trong số 40 Fellows được tuyển chọn trong năm trước đó, mỗi năm 15 người được lựa chọn để tham gia chương trình cấp cao Senior Fellows kéo dài hai năm (trong đó họ sẽ tham dự thêm bốn hội thảo nữa). Do đó, mỗi năm, có 40 Fellows mới, cộng thêm 30 Senior Fellows từ hai năm trước đó.
Sự chấp nhận vai trò một Fellow không dựa trên các chứng chỉ học thuật, mà chủ yếu là các hành động trong quá khứ và hiện tại, và kế hoạch cho tương lai. Bên cạnh tham dự một cuộc hội thảo miễn phí, mỗi Fellow tham gia vào một chương trình đặc biệt với sự cố vấn của các chuyên gia trong lĩnh vực truyền bá ý tưởng, và người đó có thể có một bài nói chuyện ngắn về giai đoạn "TED Fellows" hoặc "TED University", vào ngày trước khi hội thảo bắt đầu. Một số bài nói chuyện này sau đó được xuất bản trên TED.com. Các Senior Fellows có những lợi ích và trách nhiệm bổ sung (như tổ chức một sự kiện TEDx cho trên 50 người).

### TEDMED
TEDMED là hội thảo hàng năm tập trung vào sức khoẻ và y học. Đây là một sự kiện độc lập hoạt động theo giấy phép cho hội thảo TED phi lợi nhuận.
TEDMED được thành lập vào năm 1998 bởi người sáng lập TED là Ricky Wurman và trải qua nhiều năm không hoạt động. Năm 2008, Wurman bán lại TEDMED cho doanh nhân Marc Hodosh, người đã tái tạo và tái khởi động lại dự án. Sự kiện đầu tiên dưới quyền sở hữu của Hodosh đã được tổ chức tại San Diego vào tháng 10 năm 2009. Tháng 1 năm 2010, TED.com bắt đầu đăng tải các video bài nói chuyện của TEDMED trên trang web của TED.
Phiên bản thứ hai của TEDMED thuộc quyền sở hữu của Hodosh đã diễn ra vào tháng 10 năm 2010, cũng tại San Diego. SỰ kiện này bán sạch vé trong năm thứ hai, thu hút các nhà lãnh đạo đáng chú ý trong ngành chăm sóc sức khoẻ và những người nổi tiếng của Hollywood.
Năm 2011, Jay Walker và một nhóm giám đốc điều hành và nhà đầu tư đã mua lại TEDMED từ Hodosh với giá 16 triệu USD, với khoản thanh toán bổ sung trong tương lai khoảng 9 triệu USD. Hội nghị sau đó được chuyển đến Washington, DC.

### Các chương trình khác
- TED Books — Đây là những cuốn sách được xuất bản chính thức bởi TED. Giống như các bài nói chuyện, TED Books đủ dài để khám phá một ý tưởng mạnh mẽ nhưng ngắn ngủi đủ để đọc trong một lần ngồi đọc. Sáng kiến này bắt đầu vào tháng 1 năm 2011 dưới dạng một loạt sách điện tử và được ra mắt vào tháng 9 năm 2014 với cuốn sách in đầu tiên.[84]
- TedEd Clubs — Một sáng kiến dựa trên nền giáo dục để giúp những người trẻ tuổi (từ 8 đến 18) chia sẻ ý tưởng của mình với bạn bè và những người khác bằng cách trình bày một bài thuyết trình tương tự như ở TED về một chủ đề mà họ thích. TED cung cấp các chương trình học và hỗ trợ hạn chế cho các Câu lạc bộ miễn phí.[85]
- TEDWomen — Một loạt các hội nghị tập trung vào các chủ đề định hướng phụ nữ, bao gồm các vấn đề về giới và sức khoẻ sinh sản.[86][87]
- TED Salon — Các sự kiện nhỏ hơn diễn ra vào buổi tối với các diễn giả và nghệ sĩ biểu diễn.[88]
- TED Radio Hour — Một chương trình phát thanh podcast được tổ chức bởi Guy Raz và đồng sản xuất với NPR. Mỗi tập sử dụng một loạt bài nói chuyện TED Talk để khảo sát một chủ đề chung.[89]

## Chỉ trích

### Giá tiền
Frank Swain, một nhà báo khiếm thính, đã từ chối tham gia trong một sự kiện TEDx mà không được trả tiền. Ông nói, rằng không thể chấp nhận khi TED, một tổ chức phi lợi nhuận, thu phí 6.000 USD nhưng không có khả năng chi trả bất cứ khoản phí nào cho các diễn giả của họ.
Sarah Lacy của tờ BusinessWeek và TechCrunch viết vào năm 2010 rằng những người tham dự TED đã phàn nàn về sự phát triển các tầng lớp ưu tú từ một "hệ thống các đoàn thể trong khu vực LA với các danh sách và mức độ an ninh nghiêm ngặt" sau các buổi hội thảo. Cô ghi nhận TED với việc cung cấp các bài nói chuyện trực tuyến miễn phí hoặc streaming trực tiếp.

### Nội dung TED Talk
Sự bất đồng cũng xảy ra giữa các diễn giả và nhà tổ chức của TED. Trong bài nói chuyện TED Talk năm 2010 của mình, diễn viên hài Sarah Silverman đề cập đến việc nhận nuôi một đứa trẻ "thiểu năng" (nguyên văn là "retarded"). Người tổ chức của TED là Chris Anderson đã phản đối thông qua tài khoản Twitter của mình, dẫn đến một cuộc tranh luận trên Twitter giữa họ. Chris Anderson đã viết một bài blog về trải nghiệm này.
Cũng trong năm 2010, nhà phân tích thống kê Nassim Taleb đã gọi TED là "loài vật tàn ác biến các nhà khoa học và nhà tư tưởng thành những kẻ diễn trò cấp thấp, như những diễn viên xiếc." Ông tuyên bố các nhà quản lý của TED ban đầu đã không đăng bài báo "cảnh báo về cuộc khủng hoảng tài chính" của ông trên nền tảng hoàn toàn trên trang web của họ.
Nick Hanauer đã diễn thuyết tại TED University, thách thức niềm tin phổ biến rằng những người có thu nhập cao nhất ở Mỹ là những động lực tạo ra việc làm. TED bị cáo buộc đã kiểm duyệt bài nói chuyện bằng cách không đăng nó trên trang web. National Journal đưa tin rằng Chris Anderson đã phản ứng bằng cách nói rằng bài nói chuyện này có thể được xếp hạng là một trong những bài nói chuyện gây tranh cãi chính trị nhất mà họ từng thực hiện và họ cần phải cẩn thận khi cho đăng tải nó. Anderson sau đó chính thức trả lời, chỉ ra rằng TED chỉ đăng tải một bài nói chuyện mỗi ngày, được lựa chọn từ nhiều người. Cây viết Bruce Upbin của Forbes mô tả bài nói chuyện của Hanauer là "vô giá trị và khờ khạo" trong khi tạp chí New York lên án hành động của hội nghị.
Sau một bài nói chuyện TEDx của Rupert Sheldrake, TED đã đưa ra một tuyên bố nói rằng các cố vấn khoa học của họ tin rằng "có ít bằng chứng cho một số tuyên bố cấp tiến hơn của Sheldrake" trong bài nói chuyện và đề nghị rằng "không nên được phân phối mà không cảnh cáo cẩn thận". Video của bài nói chuyện được di chuyển từ kênh YouTube của TEDx sang blog của TED kèm theo ngôn ngữ cảnh báo mà các cố vấn yêu cầu. Việc di chuyển và đóng khung này đã gặp phải những lời cáo buộc về việc kiểm duyệt, mà TED đã trả lời bằng cách phát biểu những cáo buộc là "không đúng sự thật" và cuộc nói chuyện của Sheldrake đã "được đăng trên trang web của chúng tôi".
TED cũng bị cáo buộc kiểm duyệt một bài trình bày của Graham Hancock, trong đó ông thảo luận về những ảnh hưởng của thuốc hợp pháp và thuốc bất hợp pháp, bằng cách loại bỏ nó khỏi Youtube.
Theo Giáo sư Benjamin Bratton của Đại học California ở San Diego, những nỗ lực của TED Talks trong việc thúc đẩy tiến bộ trong kinh tế-xã hội, khoa học, triết học và công nghệ đã không có hiệu quả. Chris Anderson đã trả lời rằng một số nhà phê bình có quan điểm sai lầm về các mục tiêu của TED, và không nhận ra rằng TED có mục đích tạo hứng thú cho khán giả theo cùng cách mà diễn giả cảm nhận. Ông tuyên bố rằng TED chỉ muốn mang lại tin tức về tầm quan trọng của một số chủ đề đối với một lượng lớn khán giả.